# 桥头街道 (本溪市)
桥头街道是中华人民共和国辽宁省本溪市平山区已撤销的一个街道办事处。

## 行政区划
截至2019年，桥头街道下辖以下地区：
桥头社区、桥头村、房身村、尚家村、兴隆村、台沟村、河东村、岭下村、本溪市桥北工业加工区社区和本溪市大台沟铁矿产业区社区。
2019年，撤销桥头街道，与北台街道合并成立桥北街道。